# Cannabis sativa
Cannabis sativa là một loài thực vật có hoa trong họ Cannabaceae. Loài này được Carl Linnaeus mô tả khoa học đầu tiên năm 1753.
Loài thực vật thân thảo một năm này là bản địa Đông Á nhưng hiện nay phân bố toàn cầu do gieo trồng rộng khắp. Nó từng được gieo trồng xuyên suốt lịch sử được ghi chép, được sử dụng như một nguồn sợi công nghiệp, dầu hạt, thực phẩm, tiêu khiển, ảo giác tôn giáo và y tế. Mỗi một bộ phận của cây được thu hoạch theo kiểu khác nhau, phụ thuộc vào mục đích sử dụng nó. Từ "sativa" nghĩa là được gieo trồng.

## Hình ảnh

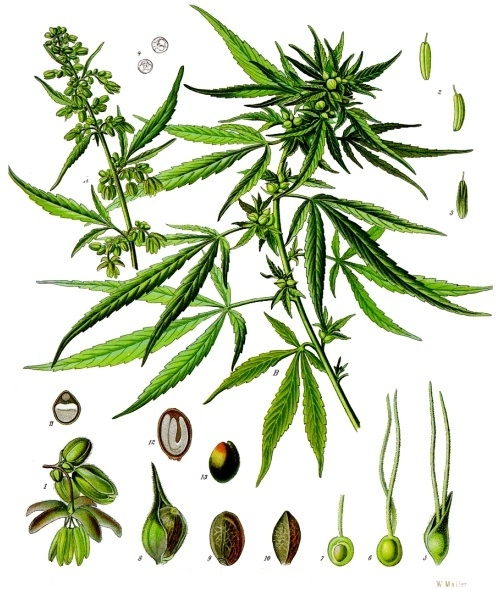
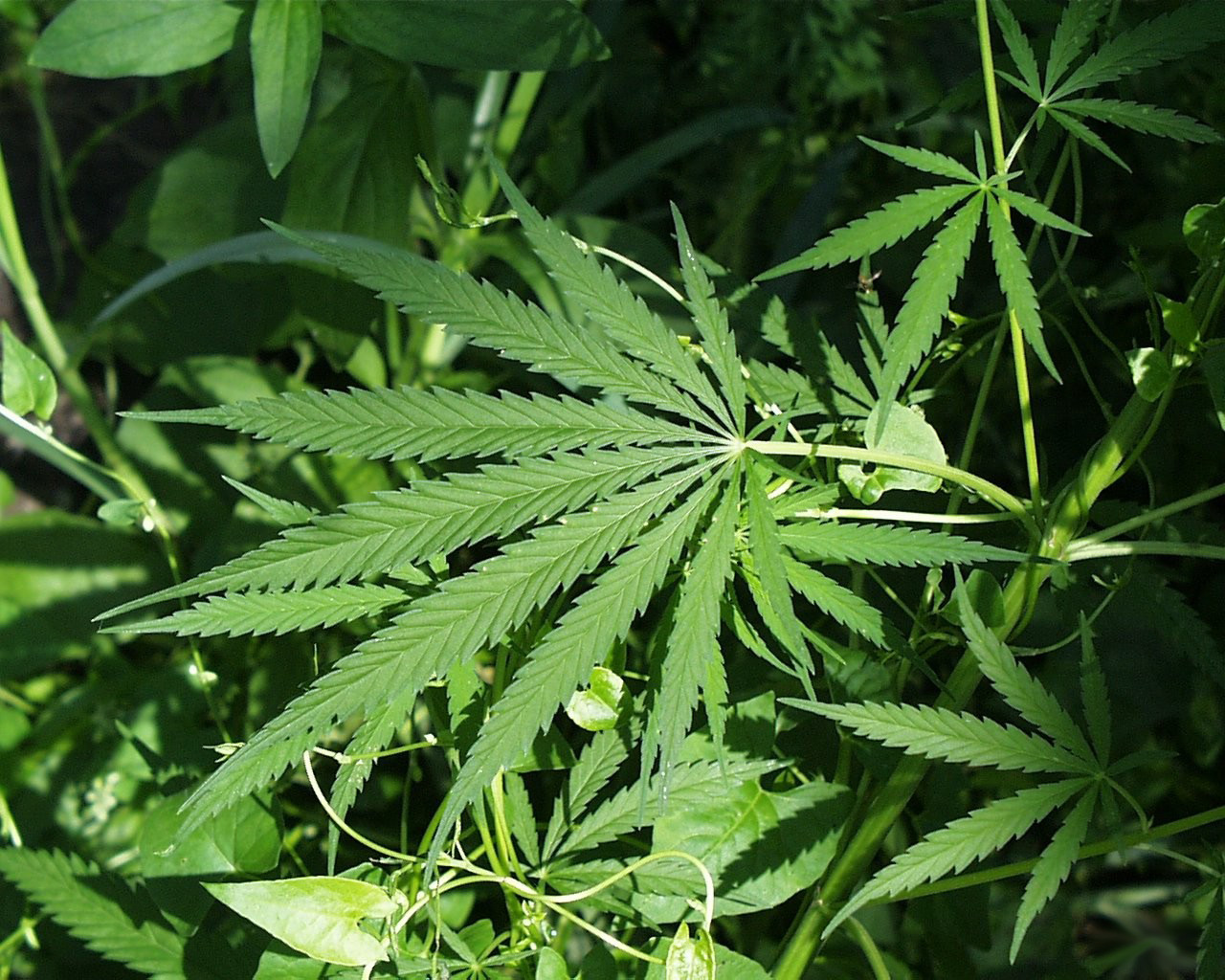
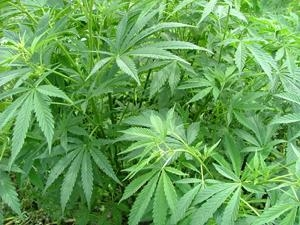
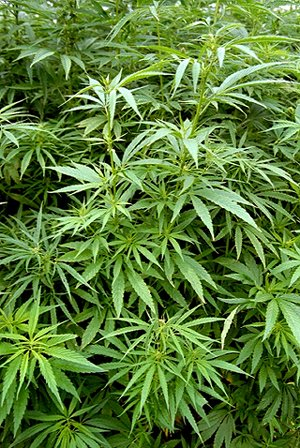